# 7057 Аль-Фарабі
(7057) 1990 QL2 (1990 QL2, 1992 EK) — астероїд головного поясу, відкритий 22 серпня 1990 року.
Тіссеранів параметр щодо Юпітера — 3,602.